# Ponte di Chiaia

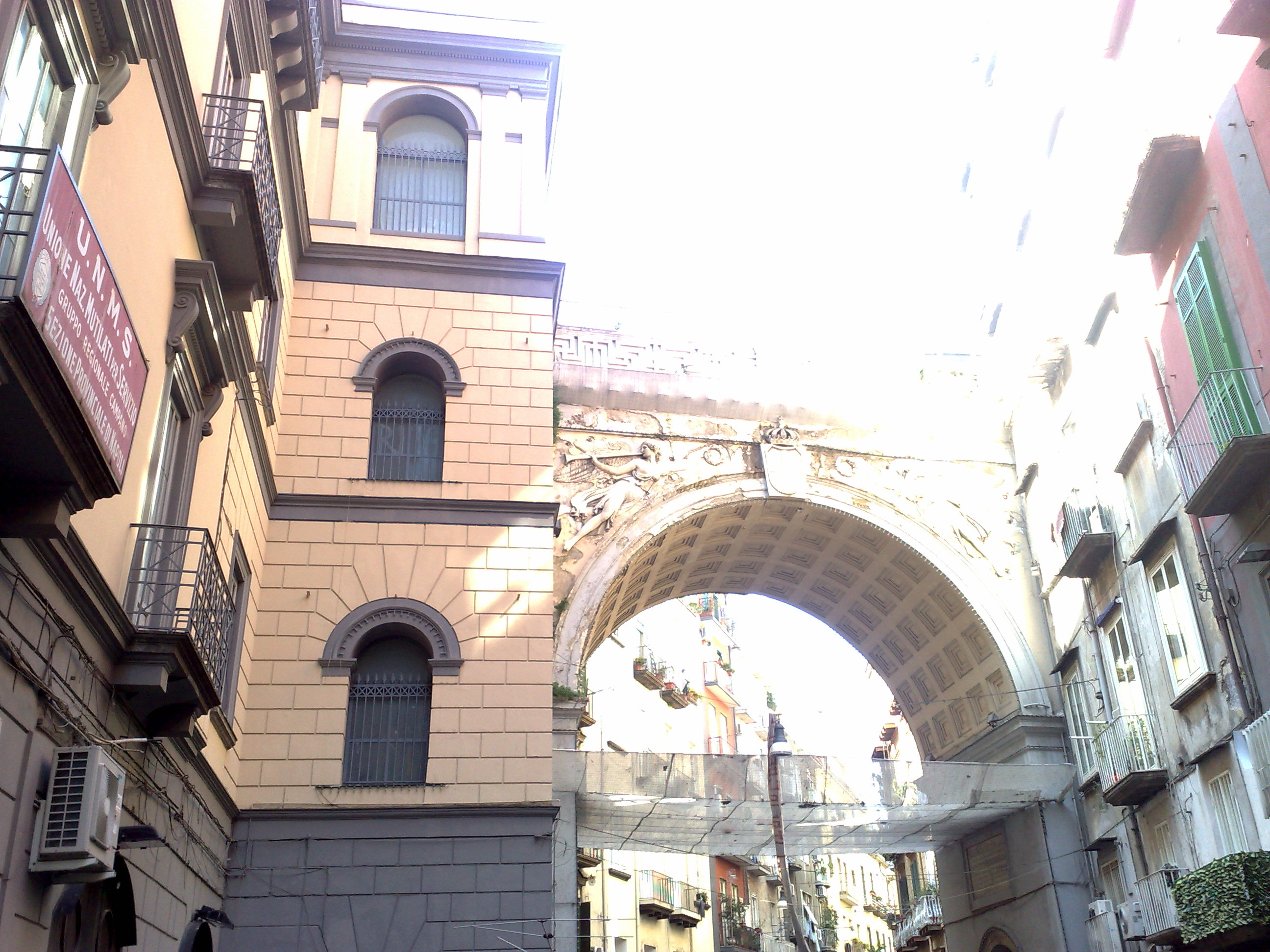
Ponte di Chiaia in Napels, met links de lift.

De Ponte di Chiaia of Chiaiabrug staat in de Italiaanse stad Napels en dateert van het jaar 1636. Ze overspant de Via Chiaia en verbindt de hoog gelegen wijk San Carlo alle Mortello, destijds Spaans Kwartier geheten, met de berg Pizzofalcone.

## Historiek
In 1636 liet de onderkoning van Napels, Manuel de Acevedo y Zuniga, graaf van Monterrey in Spanje, de brug bouwen. Hiermee had hij een vlotte verbinding tussen het Spaans Kwartier en de garnizoentroepen op de Pizzofalcone. De Napolitanen spraken van de brug van Monterrey, genoemd naar de onderkoning. Vanuit de Via Chiaia was er een helling naar boven die evenwel gevaarlijk te nemen was. Er werden kaarsjes geplaatst voor de veiligheid.
In 1834 vonden grote herstelwerken aan de brug plaats. De brug werd verstevigd en verfraaid in neoclassicistische stijl. Hiertoe werden marmeren platen toegevoegd. Ook het wapenschild van het heersende huis Bourbon in de Twee Siciliën werd aangebracht. De helling werd vervangen door een veilige trap. 
Na de eenmaking van Italië werd het wapenschild van Bourbon vervangen door dat van het koningshuis Savoye. De brug bevat eigenlijk twee bogen. Door de bouw van huizen onder een boog is dit niet meer te zien. 
Een lift verving de trap in 1956. Voor de stad betekenen de brug en de lift een wederkerend probleem van herstellingen.
- Virtual International Authority File: 242779945